# Математички факултет Универзитета у Београду
Математички факултет је високошколска установа Универзитета у Београду. Званично је основан 1995. године издвајањем из Природно-математичког факултета Универзитета у Београду. Прва катедра за математику основана је 20. децембра 1873. на тадашњем природно-математичком одсеку Филозофског факултета, па се тај датум слави као „Дан Математичког факултета”. Налази се на адреси „Студентски трг 16“ у Београду.
Овај факултет је матични факултет за математику, информатику и астрономију у Србији.

## Смерови
Тренутно на овом факултету постоје три одсека, подељена на укупно девет смерова:
- Одсек за математику
  - Теоријска математика и примене (4+1 година)
  - Примењена математика (4+1 година)
  - Статистика, актуарска и финансијска математика (4+1 година)
  - Рачунарство и информатика (4+1 година)
  - Професор математике и рачунарства (4+1 година)
  - Астрономија (4+1 година)
- Одсек за информатику
  - Информатика (4+1 година)
- Одсек за астрономију и астрофизику
  - Астроинформатика (4+1 година)
  - Астрофизика (4+1 година)

## Катедре
Факултет има неколико математичких, једну рачунарску и једну катедру за астрономију.
На Катедри за рачунарство и информатику су професори Душан Тошић, Гордана Павловић-Лажетић, Душко Витас, Миодраг Живковић, Ненад Митић, Предраг Јаничић, Владимир Филиповић, Филип Марић, Мирослав Марић и Саша Малков. Катедра је основана 1987. и њен први шеф био је Недељко Парезановић, редовни професор, сада у пензији.
На Катедри за астрономију ради десетак наставника и сарадника. Шеф Катедре је Дејан Урошевић. На Катедри су предавали познати српски професори: Милан Недељковић, Ђорђе Станојевић, Милутин Миланковић, Војислав Мишковић и други.

## Декани
- Др Зоран Каделбург (1995—1998)
- Др Неда Бокан (1998—2001)
- Др Зоран Каделбург (2001—2002)
- Др Александар Липковски (2002—2004)
- Др Владимир Јанковић вршилац дужности 2004.
- Др Неда Бокан (2004—2007; од децембра 2006. до фебруара 2007. као вршилац дужности)
- Др Драгољуб Кечкић као вршилац дужности од фебруара до новембра 2007.
- Др Миодраг Матељевић (2007—2014)
- Др Зоран Ракић (2014—данас)